# Paul Clark
Paul Gordon Clark, född 29 april 1957 i Gillingham i Kent, är en brittisk Labourpolitiker. Han var parlamentsledamot för valkretsen Gillingham från valet 1997 till 2010 och var whip.  Han har tidigare varit verksam i fackföreningsrörelsen. Unicef-ambassadör.